# Oyo (système)
Pour les articles homonymes, voir Oyo.
Oyo by Coyote est un système d'aide à la conduite fonctionnant en France métropolitaine. Les utilisateurs peuvent s'avertir des dangers le long de leur trajet par géolocalisation (GPS) et transmission des informations via le réseau GSM.

## Historique
2013 : lancement du boîtier Oyo. Il s'agit d'une marque de la société  Coyote.

## Principe de fonctionnement
Le terminal détermine sa position par l'intermédiaire du système de géolocalisation GPS et reçoit les mises à jour par l'intermédiaire du réseau GSM.
Les utilisateurs reçoivent les informations échangées (zone à risque, perturbation) par l'intermédiaire d'un bouton sur le terminal. Ils peuvent ainsi anticiper les évènements survenant le long de leur tracé.
Le système utilise les bases de données de la société Coyote.

## Fonctionnalités
- Zone de danger (fixes, feux rouges, tronçons, passages à niveaux…),
- Zone à risque,
- Perturbations,
- Limitations de vitesse.

Le boîtier Oyo ne dispose pas du service assistance.

## Conformité
Oyo by Coyote est conforme à la réglementation française (certifié NF Assistant d'Aide à la Conduite).

## Abonnement
Pour recevoir les alertes en temps réel, il faut souscrire des pass prépayés.
Ces pass peuvent être achetés sur Internet ou par téléphone et s'activent à la demande sur le terminal.
Les pass couvrent une durée allant de 1 jour à 1 mois, en fonction des besoins.

## Couverture
Oyo by Coyote couvre la France métropolitaine.